# Grist (média)
Pour les articles homonymes, voir Grist.
Grist est un journal en ligne américain, fondé en 1999, consacré aux  thématiques environnementales. Le média a été créé par le journaliste et écologiste Chip Giller, ce qui vaut à ce dernier un Heinz Awards en 2009. Au début des années 2010, son lectorat est d'approximativement 800 000 personnes, et sa rédaction est composée d'une quinzaine de personnes. Il s'agit d'un site web à but non lucratif, édité par une organisation 501(c)(3).